# 서천여객
서천여객(舒川旅客)은 충청남도 서천군의 농어촌버스 업체이다. 본사는 충청남도 서천군 서천읍 충절로 129에 위치해 있다.

## 역사
1979년 12월 19일 충남교통운수(현 충남고속)에서 분리하면서 서부교통이라는 상호로 설립하여 서천군과 부여군의 농어촌버스를 운행하였다. 2001년 부여영업소를 백제운수로 분리 독립시켰으며,(2004년 면허 반납. 노선권은 부여여객이 인수) 2010년 사명을 서부교통에서 서천여객으로 변경하였다. 2016년 본사를 충청남도 서천군 서천읍 서천로 32 (군사리)에서 현 위치인 충청남도 서천군 서천읍 충절로 129 (군사리)로 이전하였다.

## 운행 노선
2016년 12월 기준이다.
| 운행업체 | 보유 노선수 | 면허 대수 | 등록 대수 |
| -------- | ----------- | --------- | --------- |
| 서천여객 | 37          | 28        | 28        |

## 보유 차량
- 자일대우버스
  - 자일대우 NEW BS090

- 현대자동차
  - 현대 카운티
  - 현대 그린시티

- 하이거 버스
  - 하이거 하이퍼스 1609